# Robert Wyatt

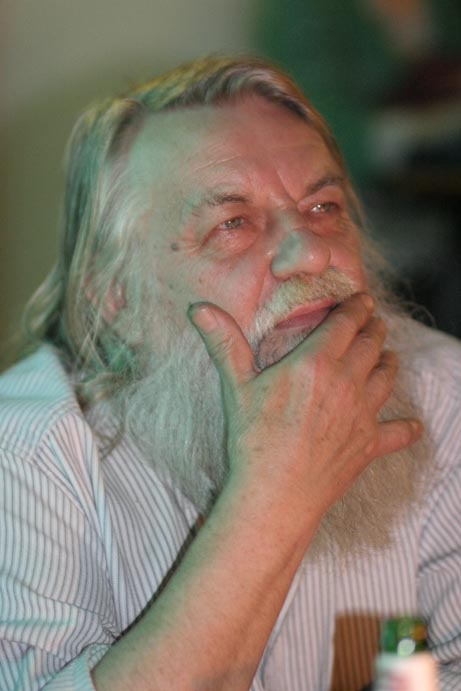
Robert Wyatt, 2006

Robert Wyatt (* 28. Januar 1945 in Bristol; eigentlich Robert Ellidge) ist ein englischer Sänger und Schlagzeuger.

## Leben und Wirken
Nach seinem Engagement bei der Mitt-Sechziger-Musikgruppe Wilde Flowers aus Canterbury war Robert Wyatt 1966 Mitgründer von Soft Machine. Soft Machine gehörte, neben Caravan und Gong, bald zu den Eckpfeilern der so genannten Canterbury-School des Progressive Rock und Artrock. Neben dem Psychedelic Rock der Anfänge waren schnell Einflüsse aus dem Jazz und dem weiteren Bereich der klassischen Musik (u. a. Erik Satie) getreten, Improvisationen und Kompositionen ergänzten sich. Wyatt trug mit seinem Schlagzeugspiel (und Gesang) wesentlich zum Ruf der Band bei, der zeitweilig an den Ruhm der frühen Pink Floyd heranreichte. Wyatt tourte mit Soft Machine u. a. als Vorgruppe der Jimi Hendrix Experience 1968 durch die USA.

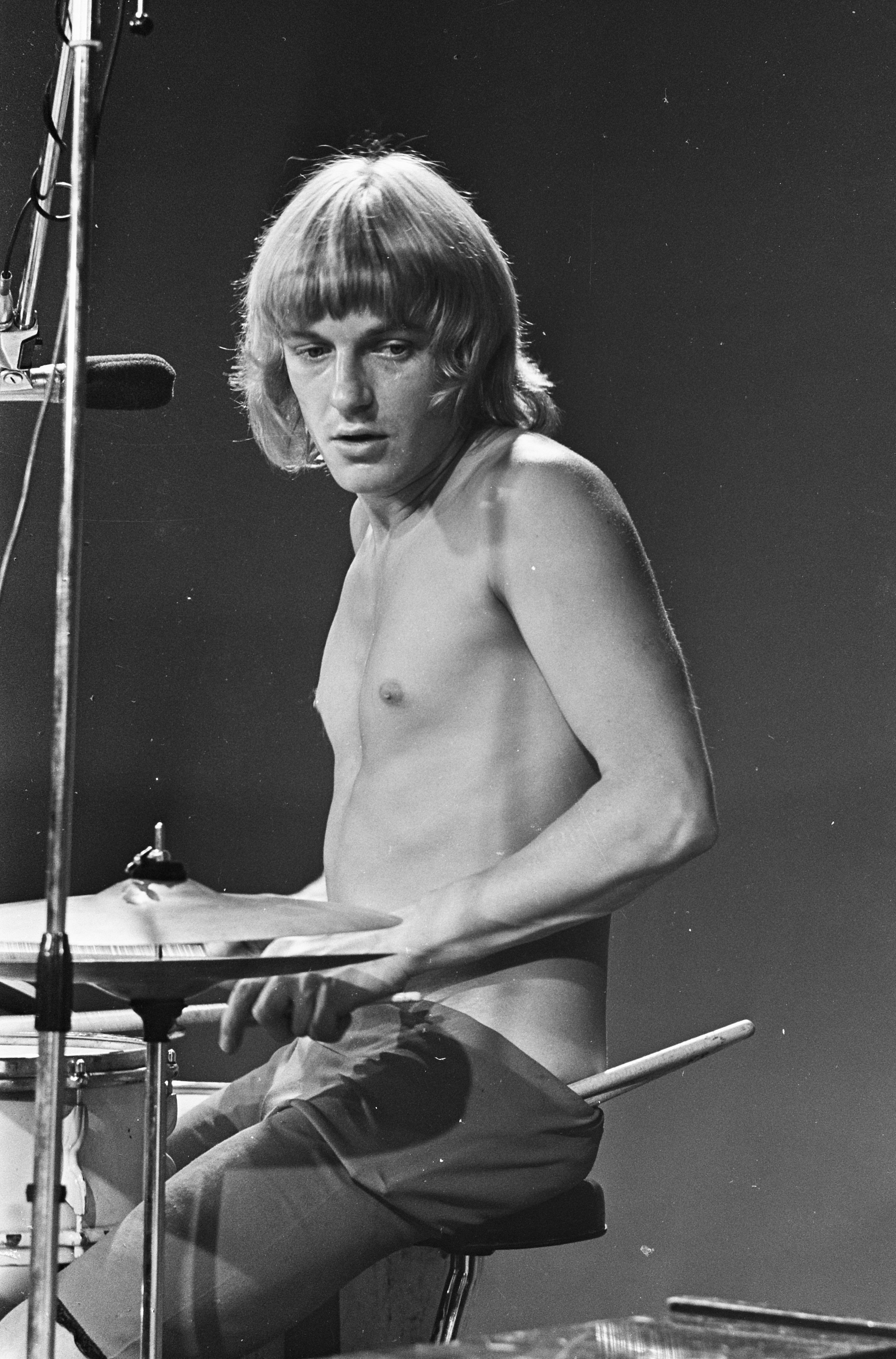
Robert Wyatt, 1967

Bereits 1970 veröffentlichte er das – neben seiner Bandmitarbeit entstandene – Soloalbum The End of an Ear. Im Herbst 1971 trennte sich Robert Wyatt von Soft Machine und gründete sein eigenes Projekt Matching Mole. Der Name dieser neuen Formation war eine Anspielung auf die französische Übersetzung von Soft Machine, „Machine Molle“. Nach dem zweiten Album, das von Robert Fripp produziert wurde und zu dem Brian Eno Synthesizer beisteuerte, löste er die Band jedoch wieder auf. Zur damaligen Zeit galt Wyatt als einer der besten Schlagzeuger des Jazzrock und wurde beispielsweise auch zu Festivals und Schallplattenproduktionen nach Deutschland eingeladen (New Violin Summit mit u. a. Jean-Luc Ponty, Michal Urbaniak und Terje Rypdal).
1973 stürzte Wyatt bei einer Party aus dem Fenster eines mehrstöckigen Hauses. Er ist seitdem querschnittgelähmt. Noch im Krankenhaus begann er, die Stücke für das neue Album Rock Bottom zu komponieren. Trotz der Vorbehalte von TV-Verantwortlichen konnte er bald wieder seine Auftritte in Musikshows des Fernsehens fortsetzen. Die meisten seiner Stücke vermitteln ein düsteres, intensives Hörerlebnis. Die Kritik spricht von „wärmenden Outsider-Balladen“. Wyatt setzt seine zerbrechliche, mehrere Oktaven umfassende Stimme nicht nur zur Wiedergabe seiner assoziativen Texte ein, er zeigt sich auch experimentierfreudig im Gebrauch seines Gesangs als Instrument. Durch Verfremdung oder Mehrfachspuren werden neue Klangwelten konstruiert.
Für seine Soloalben konnte er zahlreiche namhafte junge Musiker aus der Canterbury-Szene gewinnen, darunter den 19-jährigen Mike Oldfield, der als Gitarrist auf Wyatts 1974er-Veröffentlichung Rock Bottom zu hören ist, und Fred Frith. Produziert wurde das Album von Pink Floyds Schlagzeuger Nick Mason. Einen besonderen Erfolg erzielte Wyatt mit einer Coverversion des Monkees-Hits I’m a Believer, mit der er auf Platz 29 der britischen Single-Charts gelangte. Der Multiinstrumentalist bekennt sich zur marxistischen Linken, coverte diverse politische Lieder und Befreiungshymnen, spielte Singles zur Unterstützung der Namibia-Hilfe und der streikenden britischen Bergleute ein. 1983 kommentierte er den Falkland-Krieg mit dem von Elvis Costello geschriebenen Song Shipbuilding. Robert Wyatt coverte 1984 auf seiner Work in Progress EP das Lied Biko von Peter Gabriel. Dieses schaffte es auf Platz 35 der John Peel Festive Fifty-Radioshow in jenem Jahr.
1993 schrieb Wyatt für das Album United Kingdoms der Electronica-Band Ultramarine drei Stücke und steuerte für zwei auch den Gesang bei. Eines der Stücke, die Singleauskopplung Kingdom, erreichte die britischen Charts. Der Komponist und Trompeter Michael Mantler holt Wyatt regelmäßig als Sänger zu Aufführungen seiner Werke. Als Sänger war Wyatt auch am Album Nick Mason’s Fictitious Sports beteiligt. Wyatts Soloalbum Shleep aus dem Jahr 1997 wurde von Brian Eno mitproduziert. Für Pascal Comelade sang er Kurt Weills Septembersong.
2001 ergab sich eine Zusammenarbeit mit dem französischen Regisseur Jacques Perrin, zu dessen Dokumentarfilm Nomaden der Lüfte – Das Geheimnis der Zugvögel Wyatt einige Stücke komponierte und sang. Am 22. Juni 2001 trat er während eines Konzerts von David Gilmour in der Royal Festival Hall in London (England) auf. Er übernahm einen Gesangspart des Stücks Comfortably Numb. 2004 folgte eine Zusammenarbeit mit Björk. 2006 spielte er Kornett bei einem Konzert von David Gilmour in der Londoner Royal Albert Hall bei dem Stück Then I Close My Eyes. Auf dem Deutschen Jazzfestival Frankfurt 2008 kuratierte er einen Abend, an dem Gruppen um Max Nagl, John Greaves, Hélène Labarrière und Annie Whitehead seine Songs interpretierten. 2009 trat er mit dem Liberation Music Orchestra in der Royal Festival Hall auf.
Im Mai 2009 veröffentlichte das französische Orchestre National de Jazz das Doppelalbum Around Robert Wyatt mit 15 älteren Songs von Wyatt, bei dem er auf sechs Stücken als Sänger mitwirkt. Zu hören ist er auch auf  Artlessly Falling (2020) von Mary Halvorson’s Code Girl.
Wyatt lebte einige Jahre in Spanien, wohnt jetzt allerdings wieder in Lincolnshire. Er ist verheiratet mit Alfreda Benge (* 1940), die die Coverillustrationen der meisten seiner Soloalben malte sowie gelegentlich Texte zu seinen Liedern beisteuert. Auf seinem achten Soloalbum Comicopera (2007) singt sie gemeinsam mit ihm.
Ryūichi Sakamoto nannte Wyatt einmal „die traurigste Stimme der Welt“.

## Diskographie (Auszüge)

### MitSoft Machine
- Jet Propelled Photographs (Demo-Aufnahmen von 1967)
- The Soft Machine (1968)
- Volume Two (1969)
- Third (1970)
- Fourth (1971)

### MitMatching Mole
- Matching Mole (1972)
- Little Red Record (1972)
- Smoke Signal (2001, aufgenommen 1972)
- March (2002, Liveaufnahmen von 1972)

### Soloalben
- The End of an Ear (CBS, 1970)
- Rock Bottom (Virgin, 1974)
- Ruth Is Stranger Than Richard (Virgin, 1975)
- The Animals Film (Rough Trade, 1982)
- Nothing Can Stop Us (Rough Trade, 1982) siehe auch: Strange Fruit
- Work in Progress (EP, Rough Trade, 1984)
- Old Rottenhat (Rough Trade, 1985)
- Dondestan (Rough Trade, 1991)
- A Short Break (EP, Voiceprint, 1992)
- Mid-Eighties (Kompilation, Rough Trade, 1993)
- Going Back a Bit (Kompilation, Virgin, 1994)
- Flotsam Jetsam (Kompilation, Rough Trade, 1994)
- Shleep (Hannibal, 1997)
- Solar Flares Burn for You (Kompilation, Cuneiform, 2003)
- Cuckooland (Hannibal, 2003)
- Theatre Royal Drury Lane 8th September 1974 (Liveaufnahmen von 1974, Domino, 2005)
- Comicopera (Domino, 2007)
- mit Gilad Atzmon und Ros Stephen: For the Ghosts Within (Domino, 2010)
- Different Every Time (Kompilation, Domino 2014)